# Markiplier
Mark Edward Fischbach (Honolulu, Hawái, 28 de junio de 1989) más conocido por su nombre de YouTube, Markiplier, es un youtuber y comediante estadounidense. Originario de Honolulu, Hawái, Fischbach comenzó su carrera en Cincinnati, Ohio; y actualmente vive en Los Ángeles, California.
En abril de 2017, su canal superó los 17 millones de suscriptores y las 7,16 mil millones de visitas totales por vídeo, y es el canal número 23 en cuanto a suscripciones en YouTube. Fischbach se especializa en hacer «Let's play» mientras comenta sobre el videojuego en cuestión, sube vídeos de juegos tanto de compañías conocidas como juegos indie, comúnmente de survival horror y de acción. Es conocido por sus comentarios cómicos al jugar videojuegos. 

## Primeros años
Fischbach nació el 28 de junio de 1989 en una base de la fuerza aérea estadounidense en Oahu, Hawái. Su padre se encontraba en el ejército cuando conoció a su madre de origen coreano. Posteriormente su familia se mudó a Cincinnati, Ohio. Inicialmente, Fischbach estudiaba para ser ingeniero en la Universidad de Cincinnati pero abandonó sus estudios con el fin de continuar su carrera en YouTube. Tiene un hermano llamado Thomas, quien es artista y autor del cómic Twokinds.

## Carrera

### Inicios
Fischbach se unió a YouTube el 26 de mayo de 2012 bajo el nombre de «Markiplier». Los primeros videos subidos a su canal fueron una de serie de videos del juego Amnesia: The Dark Descent. Sin embargo, después de jugar varios otros juegos como Penumbra: Overture y Dead Space, YouTube prohibió la cuenta de Google AdSense de Fischbach. A pesar de haber contactado a YouTube como último esfuerzo, perdió la apelación. Debido a esto, creó un nuevo canal apodado MarkiplierGAME que actualmente es el presente.

### Mudanza a Los Ángeles
En 2014, el canal de Fischbach fue incluido en el puesto número 61 de la lista Top 100 Channels de la revista NewMediaRockstars. Ese mismo año, Fischbach anunció que estaba planeando mudarse a Los Ángeles, California, con el fin de poder estar más cerca a otros recursos para su canal, tales como el YouTube Space así como también de otros youtubers. Fischbach apareció junto la youtubera Jenna Mae en el programa Jimmy Kimmel Live! en septiembre de 2014, poco después de que Kimmel recibiera una reacción violenta del público al decir chistes sobre YouTube y los videos Let's Play. En 2015, fue puesto en el sexto lugar en la lista de los veinte celebridades más influyentes entre los adolescentes en los Estados Unidos.

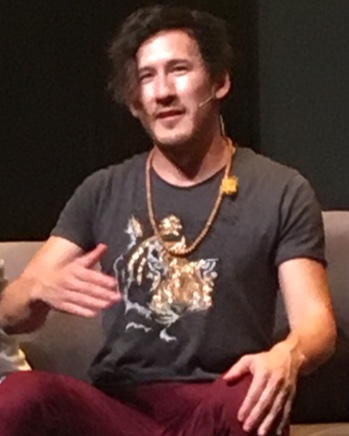
Markiplier en 2017

### Videos de Youtube
Fischbach fue reconocido por sus lets play de juegos en línea, usualmente juegos de terror o de suspenso como "Slenderman." Fischbac salto a la fama con la saga de Five Nights at Freddy's por sus relaciones a los jumpscares del juego, y también por ser uno de los pocos en poder completar el modo 4/20 el cual era considerado imposible. Desde entonces Fischbach ha jugado todos los juegos de la saga, e incluso juegos fan made. También se dedicó a jugar juegos que utilizan el horror de mascotas infantiles, como Poppy Playtime y Garten of BanBan.
Fischach también hace colaboraciones frecuentes con otros youtubers. Estos se enfocan más en juegos cómicos, de competencia, o aventura cooperativa. Sus colaboradores más frecuentes son Bob Muyskerm (Muyskerm) y Wade Barnes (LordMinion777)los cuales son amigos de la infancia. Fischach también colabora frecuentemente con Sean McLoughlin (Jacksepticye). 

### Unus Annus
El 13 de noviembre de 2019, Fischbach lanzaría un canal junto a Ethan Nestor llamado Unnus Annus. El objetivo del canal es que ambos harían un video cada día por un año, realizando diferentes actividades, y este sería eliminado tras concluir el año. Según Fischbach, el propósito del canal era ver como la gente reaccionaba al ver que el canal tendría un final eventual. El canal fue eliminado el 14 de noviembre de 2020, reuniendo un total de 4 millones de suscriptores.

### Heist, Space, y Iron Lung
En 2019, Fischbach anunció su primera serie interactiva en YouTube, A Heist with Markiplier La serie se ve en la perspectiva de un personaje no nombrado, que trabaja junto a Mark para poder robar un artefacto de un museo, y escapar exitosamente. Al final de un video de la serie, el usuario le dan dos opciones para continuar la historia. Dependiendo de las elecciones, la serie tendrá distintos finales. La serie tendría invitados especiales como otros youtubers y amigos de Fishbach. 
Después de la eliminación de Unus Annus Fischbach confirmó que empezará a trabajar en la segunda parte de A Heist with Markiplier. En 2022, se reveló que el título sería In Space with Markiplier. La serie funcionaria de la misma manera. El video es visto en la perspectiva de un personaje no nombrado, que es el capitán de una nave espacial, y debe trabajar junto a Mark para salvar a todos los tripulantes. La serie se estrenó el 4 de abril de 2022, donde se reveló que estaba dividida en dos partes. La segunda parte se estrenó un mes después. La serie fue elogiada por fanes y críticos, y fue nominada a los premios Emmy. 
A finales del 2022, Fischbach reveló que su siguiente proyecto sería una película dirigida, producida, y protagonizada por él. A diferencia de sus proyectos anteriores, este no se estrenaría en YouTube y se iría a los cines. En abril de 2023, Fishbach reveló el título de la película como Iron Lung, la cual estaría basada en el juego del mismo título, el cual Fischbach jugó un tiempo atrás. Fischbach dijo que la película se estrenaría a finales del 2023, y que sería protagonizada por él, y se le unirían Caroline Rose Kaplan, y su amigo y colaborador Sean McLoughlin. En junio, Fishbach contó que la película había roto el récord a mayor cantidad de sangre usada en una escena. En julio, Fishbach tuvo que detener la producción de la película, debido a la huelga de SAG-AFTRA, el cual él es miembro. El 14 de octubre, Fishbach publicó el segundo tráiler de la película en su canal de YouTube. Dos días después, dijo que la fecha de estreno aún es desconocida, por razones fuera de su control. También comentó que la producción de Iron Lung es la razón por la que él rechazó participar en la película de Five Nights at Freddy's.

## Filmografía

### Películas
| Año  | Título             | Papel                            | Notas | Ref(s) |
| ---- | ------------------ | -------------------------------- | --- | ------ |
| 2015 | Smosh: La Película | Él mismo                         | |        |
| TBA  | Iron Lung          | El Convicto piloto del Iron Lung | Película protagonizada, dirigida, financiada, y producida por el. Basada en el juego "Iron Lung" por David Syzmanski |        |

### Series independientes
| Año  | Título                   | Papel                           | Notas                        | Ref(s) |
| ---- | ------------------------ | ------------------------------- | ---------------------------- | ------ |
| 2017 | Who killed Markiplier?   | Él mismo/Colonel/Mayor          | 4 episodios                  |        |
| 2019 | A Heist with Markiplier  | El mismo/Yancy/El Capitán       | Serie interactiva de Youtube |        |
| 2022 | In Space With Markiplier | El mismo, Jim, Yancy, Papa Mark | Serie interactiva de Youtube |        |

### Televisión
| Año           | Título                                  | Papel       | Notas                | Ref(s)        |
| ------------- | --------------------------------------- | ----------- | -------------------- | ------------- |
| 2013          | Table Flip                              | Él mismo    | 1 episodio           |               |
| 2014          | Table Flip                              | Él mismo    | 2 episodios          |               |
| 2014          | «Jimmy Kimmel Live!»                    | Él mismo    | 1 episodio           |               |
| 2015          | Grumpcade                               | Él mismo    | 20 episodios         |               |
| 2016          | Scare PewDiePie                         | Él mismo    | 1 episodio           |               |
| 2016          | Gamer's Guide to Pretty Much Everything | Él mismo    | 6 episodios          |               |
| 2017          | A Date With Markiplier                  | Él mismo    | Película interactiva |               |
| 2017          | Who Killed Markiplier?                  | Varios      | 4 episodios          |               |
| 2017–presente | Villanos                                | 5.0.5       | Rol principal        | [ 14 ] [ 15 ] |
| 2019          | A Heist with Markiplier                 | Varios      | 31+ episodios        |               |
| 2019          | Late Night with Seth Meyers             | Él mismo    | 1 Episodio           | [ 16 ]        |
| 2024          | The Edge of Sleep                       | Dave Torres | 6 Episodios          |               |